# Verzuolo
Verzuolo (Vërzeul in piemontese) è un comune italiano di 6 408 abitanti della provincia di Cuneo in Piemonte; è il paese a più bassa altitudine della Valle Varaita.
È situato a circa 25 chilometri a nord di Cuneo e 60 km a sud di Torino.

## Storia
Vi è testimoniata la presenza antica a tempi protostorici con ritrovamenti di pietre incise risalenti all'età del bronzo e in epoca romana a Falicetto, dove in epoca longobarda sorse il primo borgo.
Il borgo di Villanovetta dipenderà dall'VIII secolo dall'abbazia di Villar San Costanzo.
Il primo documento in cui appare la parola Verzuolo, è una donazione della marchesa Adelaide al monastero di San Pietro in Torino, del 8 ottobre 1068, tra i firmatari si leggono: “Signum manibus Aldrici de Verzolio et Ribaldi seu Guerardi”. Del castello di Verzuolo, si hanno notizie per la prima volta nel 1087 in Carte dell’abbazia di Cavour, doc. 18. Tra i primi Signori di Verzuolo, negli anni 1165 - 1201 troviamo: Aldrici (Olderico) De Verzolio, Ribaldi o Guerardi, Ribaldo e Bartolomeo di Monterossetto, Fidino di Monterossetto. Daniele de Verzuolo e suo nipote Guglielmo, Guglielmo Urtica e Giovanni Daniele de Verzuolo (de Verzuolo inteso come cognome). Nel privilegio conceduto il 26 gennaio dell’anno 1159 dall’Imperatore Federico Barbarossa a Carlo Vescovo di Torino, veniva compresa la corte di Verzuolo con Castello Torri e Distretto, curtem de Verciolo cum castello et turribus et districto.
Fra il XV e XVI secolo vi fu un notevole sviluppo del borgo medievale di Verzuolo e delle sue frazioni, in seguito tra il XVI e il XVII si ebbe la decadenza della zona causata dalle lotte per l'autonomia del marchesato che venne dapprima annesso al Regno di Francia nel 1549 e poi a breve inglobato nel Ducato di Savoia nel 1601.
Nel 1602, il 15 maggio, il Signore Michele Antonio Saluzzo della Manta, pronipote di Valerano detto il Burdo, veniva infeudato da Carlo Emanuele I di Savoia, primo Conte di Verzuolo, dando inizio alla dinastia dei Conti di Verzuolo, che terminerà nel 1849 con la morte dell’ultimo Conte Mario Michele Antonio Saluzzo della Manta di Verzuolo.
In seguito la popolazione del borgo si sposta dalla zona collinare verso la zona più pianeggiante sviluppando l'area di pianura.
Nel Settecento inizia un notevole sviluppo economico e nell'Ottocento si sviluppa l'industria tessile specie della seta. Agli inizi del Novecento, mentre tramontava il tessile, Luigi Burgo fonda a Verzuolo nel 1905 le Cartiere Burgo, che poi si espanderanno in tutta Italia e all'estero e che rappresentano ancora oggi una cartiera uno degli elementi più importanti per la vita economica del paese.
Nel 1928 il comune di Villanovetta viene soppresso e il suo territorio incorporato in quello di Verzuolo.

### Simboli
Lo stemma e il gonfalone sono stati concessi con DPR del 23 marzo 2023.
Il gonfalone è un drappo di bianco con la bordatura di azzurro.

## Monumenti e luoghi d'interesse

### Architetture religiose

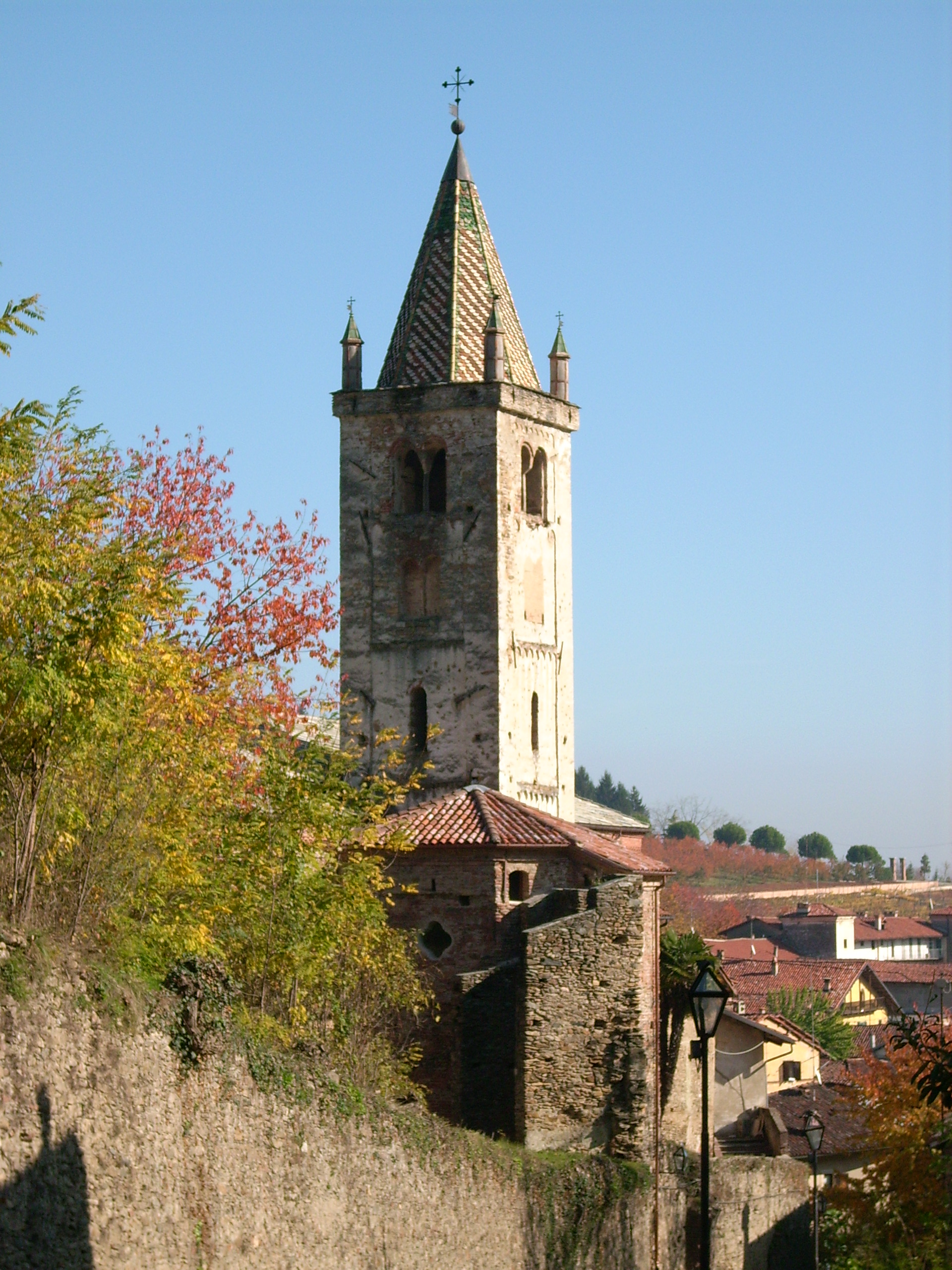
Il campanile della parrocchiale

- Chiesa parrocchiale dei Santi Filippo e Giacomo di Verzuolo, edificata nel XVIII secolo come chiesa dell'Immacolata Concezione e Sant'Antonio dai frati cappuccini, divenne parrocchia nel 1819 in sostituzione della precedente assumendone il titolo.
- Antica parrocchiale dei Santi Filippo e Giacomo, edificata con lo sviluppo del borgo di Verzuolo dopo il mille e documentata nell'XI secolo dai monaci benedettini, dalla metà del XII e fino al XV secolo sarà dipendente dall'Abbazia di Fruttuaria. Venne restaurata nel XV secolo.
- Chiesa della Confraternita del Gonfalone di Verzuolo, costruita nel XVIII secolo sul sito dell'antica chiesa del XV secolo ed ospedale di carità.
- Cappella di Sant′Andrea di Verzuolo, del XVII secolo.
- Eremo di San Bernardo da Mentone, del XVI secolo, a San Bernardo
- Santuario di Santa Cristina, situato in un'area boscosa al confine con il comune di Pagno.
- Chiesa parrocchiale di Santa Maria della Scala di Verzuolo, ricostruita nel XVIII secolo, sulla preesistente del XV secolo.
- Cappella di San Bernardo di Chiamina
- Cappella di San Giovanni Battista e della Madonna di Lourdes di Papó
- Convento di San Grato ed istituto delle Sorelle di Santa Maria dell'Oasi di San Grato.
- Borgo di Falicetto
- Chiesa parrocchiale di San Bartolomeo di Falicetto, edificata dopo la metà del XVII secolo sulla preesistente cappella dedicata a San Bartolomeo dopo la peste del 1630. Divenne nel 1841 la nuova parrocchiale di Falicetto in sostituzione della preesistente ormai abbattuta.
- Cappella di Sant'Anna di Magnone a Sant'Anna di Falicetto
- Monastero e chiesa di San Giovanni Battista di Falicetto (scomparso)[7][8], edificato sempre nell'VIII secolo per volontà del duca longobardo Astolfo (prima di essere eletto re), edificata per una regina longobarda, la quale rifiutò le seconde nozze, prese i voti ritirandosi nel nuovo monastero benedettino femminile di Falicetto, sorto come priorato monastico dipendente dall'Abbazia di Pagno, da come si desume da un'antica lapide ritrovata nell'antica chiesa di Pagno. Il monastero fu distrutto dai Saraceni agli inizi del X secolo e non venne più ricostruito, quindi la sepoltura della regina venne trasferita nell'antica chiesa abbaziale di Pagno. Venne invece ricostruita la chiesa di San Giovanni Battista come pievania monastica, sempre dipendente da Pagno, e poi parrocchia matrice da cui dipendevano tutte le parrocchie della valle Varaita. Declassata nel XVII secolo dopo la costruzione della nuova chiesa di San Bartolomeo, la chiesa officiata fino alla fine del XVIII secolo ed ormai pericolante venne abbattuta nel 1831; sotto le sue fondamenta si ritrovarono i resti dell'antico edificio e lapidi romane spezzate, una di esse in marmo bianco di Brossasco, è attualmente conservata al museo archeologico di Cuneo.
- Chiesa parrocchiale di Sant'Andrea di Villanovetta, già documentata nel X secolo, ma di fondazione più antica da parte dei monaci dell'abbazia di Villar San Costanzo cui dipendeva il feudo di Villanovetta, venne ricostruita nel XVIII secolo.
- Santuario della Madonna della Neve a Villanovetta, già documentata nel X secolo, ma di fondazione più antica da parte dei monaci dell'abbazia di Villar San Costanzo cui dipendeva il feudo di Villanovetta, venne ricostruita nel XIV secolo.
- Cappelletta di San Bernardo da Mentone a Villanovetta, del XVI secolo.
- Cappella di San Rocco (resti) a Villanovetta

### Architetture civili
- Borgo medievale di Verzuolo
- Porta Capala, documentata nel XV secolo era situata nel borgo medievale dopo che un mezzo pesante la distrusse completamente.
- l'antica Casa Comunale edificata fra il XIV e XV secolo con in facciata un affresco raffigurante la Pietà datato 1422.
- Palazzo Drago, edificato nei primi anni del XIX secolo, divenne la sede comunale fino al 1962, ospita attualmente la Biblioteca Civica, una sala Polivalente ed un cortile circondato da portici.
- Palazzo Comunale, di edificazione recente, è la nuova sede comunale dal 1962. Negli archivi comunali vi sono presenti due frammenti con parti del codice della Divina Commedia del XIV secolo.
- Casa Giriodi o "dei Portici Rossi", palazzo degli speziali (farmacisti) del XVII secolo, i portici sono sorretti da antiche colonne e capitelli scolpiti.
- Filanda Ponte, del XIX secolo, è uno degli storici edifici rimasti delle otto filande e tre filatoi dell'antica lavorazione della seta.
- Ex mulino Fissore e Sandri, del XIX secolo.
- Cartiere Burgo, il primo stabilimento delle cartiere denominato "Cartiera di Verzuolo - Ing. L. Burgo & C.", aprì il 21 giugno 1905 per opera dell'ingegnere ed industriale Luigi Burgo, dopo il primo sopralluogo nel 1898 e l'elettrificazione di tutto il comune nel 1902, si ebbero le prime assunzioni nel 1904 e nell'agosto del 1906 la piena operatività.
- il Paschero, largo corso pedonale che dal medioevo ospita le maggiori dimore signorili con ville dal XVII al XIX secolo, fra le quali Palazzo Rovasenda, Palazzo Sandri, Palazzo Quagliotti, Palazzo Vineis, Palazzo Muletti e Casa Voli, dove il 12 agosto del 1863 Quintino Sella, in occasione dell'ascensione del Monviso da parte sua e di altri alpinisti italiani tra cui Giovanni Barracco e Paolo e Giacinto Ballada di Saint Robert di Verzuolo, prendono gli accordi per fondare un club che riunisse gli alpinisti italiani, da questo incontro si ebbe poi il 23 ottobre a Torino la fondazione ufficiale del Club alpino italiano (C.A.I.).

### Architetture militari

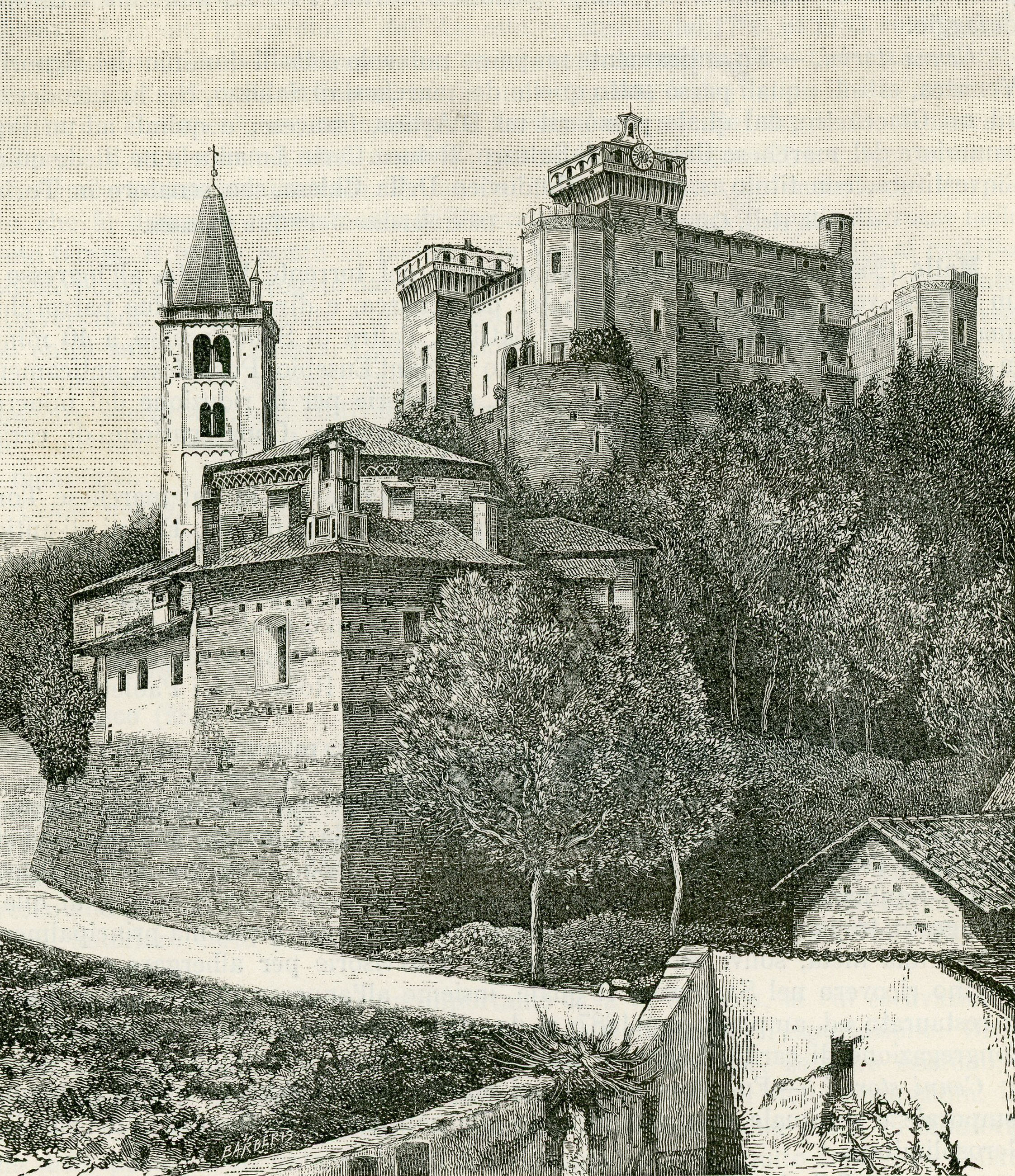
Il castello in una xilografia del 1891

- Castello di Verzuolo, situato in alto su un colle sopra il borgo medievale, edificato nel 1377 dal marchese di Saluzzo Federico II sulle rovine del preesistente castello dell'XI secolo. La nuova fortezza militare era imponente, di forma quadrata era rinforzata ai lati da due alte e robuste torri quadrate e due rotonde con spesse mure merlate con fossati ed un ponte levatoio che dava accesso al castello dal cortile esterno. Sotto l'aspetto militare nel 1477 resistette alle armate di Carlo I di Savoia, che dopo aver espugnato la fortificata Saluzzo cercò di conquistare Verzuolo, venendone respinto. Dal XVII secolo venne trasformato in un palazzo nobiliare. Abbandonato dopo l'estinzione della famiglia dei conti di Verzuolo, all'inizio del XX secolo subì un notevole degrado e vi furono numerosi crolli e demolizioni successive. Nel 1916 il crollo per metà dell'antica torre medievali quadrata e con essa la distruzione dell'antico archivio del castello e la perdita di libri, documenti e lettere di elevato valore storico sulla storia del Piemonte e della Francia dal 1500 al 1800. Nel 1938 la demolizione della rimanente torre quadrata (detta dell'orologio), della torre duadrata del Belvedere e tutta l'ala e la facciata del castello; è attualmente ancora in condizioni molto precarie. Nel 2022 il castello è stato venduto alla Om.eg Srl, i lavori di riqualifica dell'antico Mainero dei Marchesi sarebbero già iniziate a pieno regime ad inizio estate 2022.

## Società

### Evoluzione demografica
Abitanti censiti

## Cultura

### Istituzioni, enti e associazioni
- Il Club Alpino Italiano, è stato fondato ufficiosamente a Verzuolo, poi ufficialmente a Torino, nel 1863 nei giorni successivi alla prima scalata italiana del Monviso ad opera di Quintino Sella e di Paolo e Giacinto di Saint Robert.

## Economia
A Verzuolo vi è una grande tradizione cartaria, dove è presente una linea produttiva di oltre 10 m nello stabilimento delle Cartiere Burgo. La maggior parte delle materie prime per la produzione della carta viene trasportata via treno, e giunge presso la locale stazione ferroviaria.
Fino alla metà del XIX secolo erano presenti una filanda - Filanda Ponte - utilizzata per la produzione di seta dal baco, e un grosso mulino; entrambe queste attività sfruttavano il "canale del corso" per produrre energia ed erano situate all'interno del centro abitato.
Nel comune è anche molto fiorente l'agricoltura, in particolare nelle frazioni di Falicetto e Chiamina, con coltivazioni di pesche, mele, kiwi e in minima parte anche di albicocche.
Per quanto riguarda l'artigianato, importante è la lavorazione locale del ferro battuto, finalizzata soprattutto alla produzione di mobili.
Verzuolo è stato il primo comune d'Italia e il secondo al mondo a sperimentare l'illuminazione pubblica elettrica il 10 settembre 1882.

## Infrastrutture e trasporti

### Strade
Verzuolo è attraversata dalla strada provinciale 589, che collega Cuneo a Saluzzo e dalla provinciale 137 che la collega a Lagnasco.

### Ferrovie e tranvie
La stazione di Verzuolo è posta lungo la ferrovia Savigliano-Saluzzo-Cuneo operata  da treni di Arenaways
Dopo che le Cartiere Burgo ha venduto lo stabilimento alla Smurfit Kappa Group nel luglio del 2021,la nuova proprietà è in volontà di riattivare il servizio merci.
Tra il 1880 e il 1948 il comune era altresì servito dalla tranvia Saluzzo-Cuneo, anch'essa raccordata alle cartiere.

## Amministrazione
| Periodo | Periodo   | Primo cittadino       | Partito                                              | Carica  | Note |
| ------- | --------- | --------------------- | ---------------------------------------------------- | ------- | ---- |
| 1985    | 1990      | Pietro Rosso          | Democrazia Cristiana                                 | Sindaco |      |
| 1990    | 1995      | Pietro Rosso          | Democrazia Cristiana                                 | Sindaco |      |
| 1995    | 1999      | Giulio Testa          | Partito Democratico della Sinistra                   | Sindaco |      |
| 1999    | 2004      | Giulio Testa          | Democratici di Sinistra                              | Sindaco |      |
| 2004    | 2009      | Gianfranco Marengo    | Lista civica di Centro-sinistra                      | Sindaco |      |
| 2009    | 2014      | Gianfranco Marengo    | Lista civica di Centro-sinistra Insieme per Verzuolo | Sindaco |      |
| 2014    | 2019      | Giovanni Carlo Panero | Lista civica                                         | Sindaco |      |
| 2019    | in carica | Giovanni Carlo Panero | Lista civica                                         | Sindaco |      |

### Altre informazioni amministrative
Il comune faceva parte della Comunità montana Valli Po, Bronda, Infernotto e Varaita.

### Gemellaggi
- Arroyito (2003)

## Galleria d'immagini

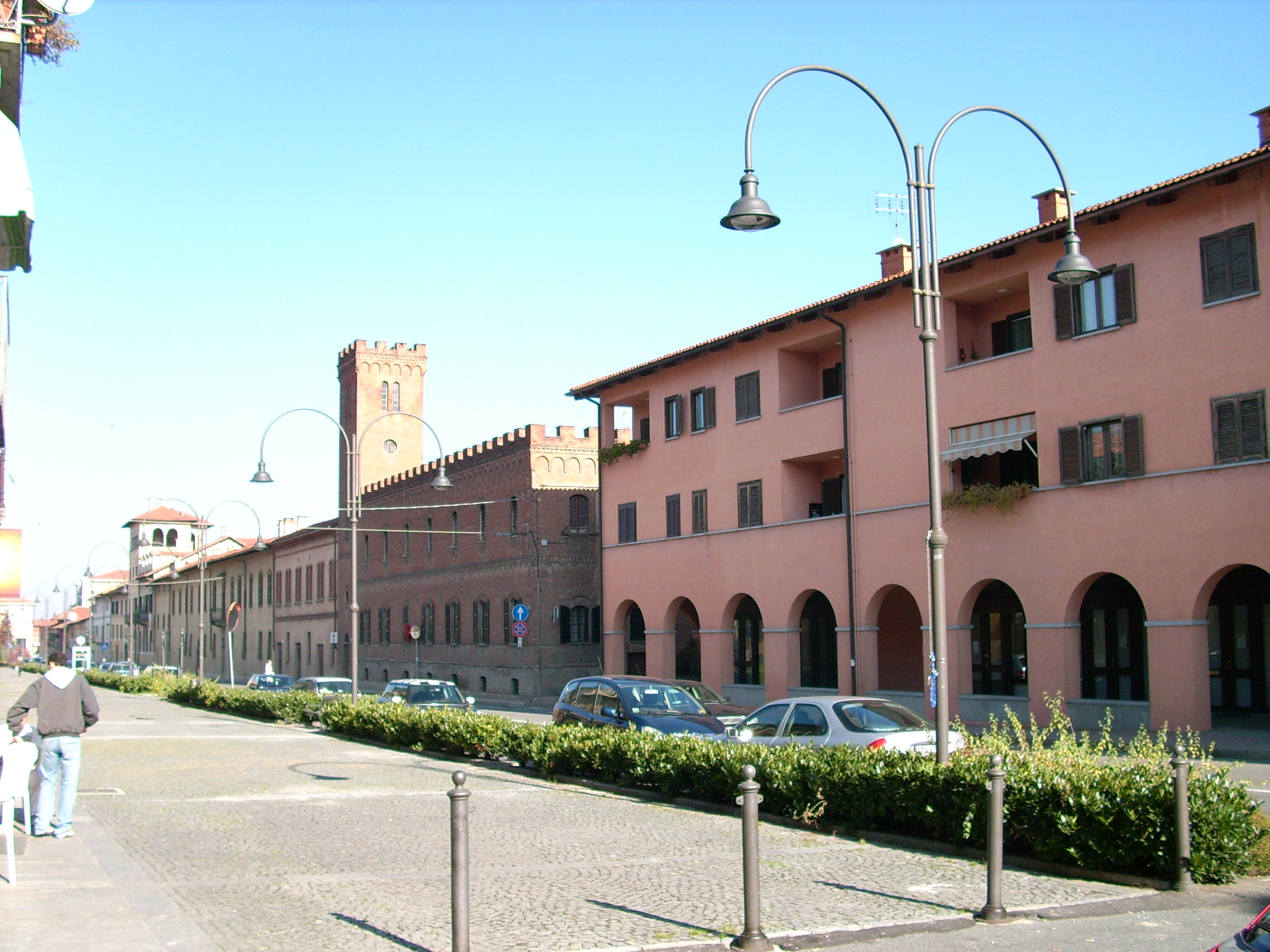
Verzuolo
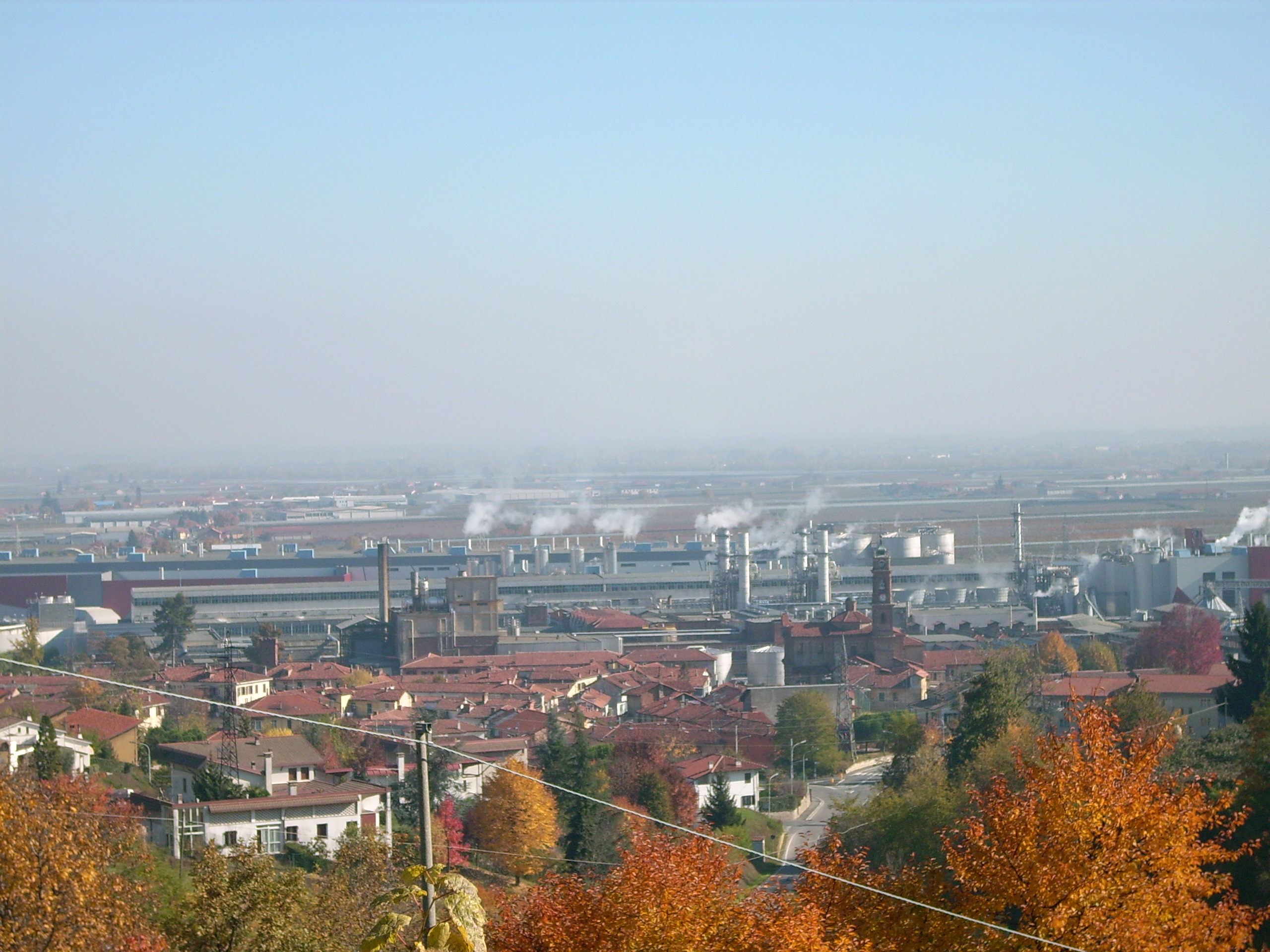
Cartiera Burgo
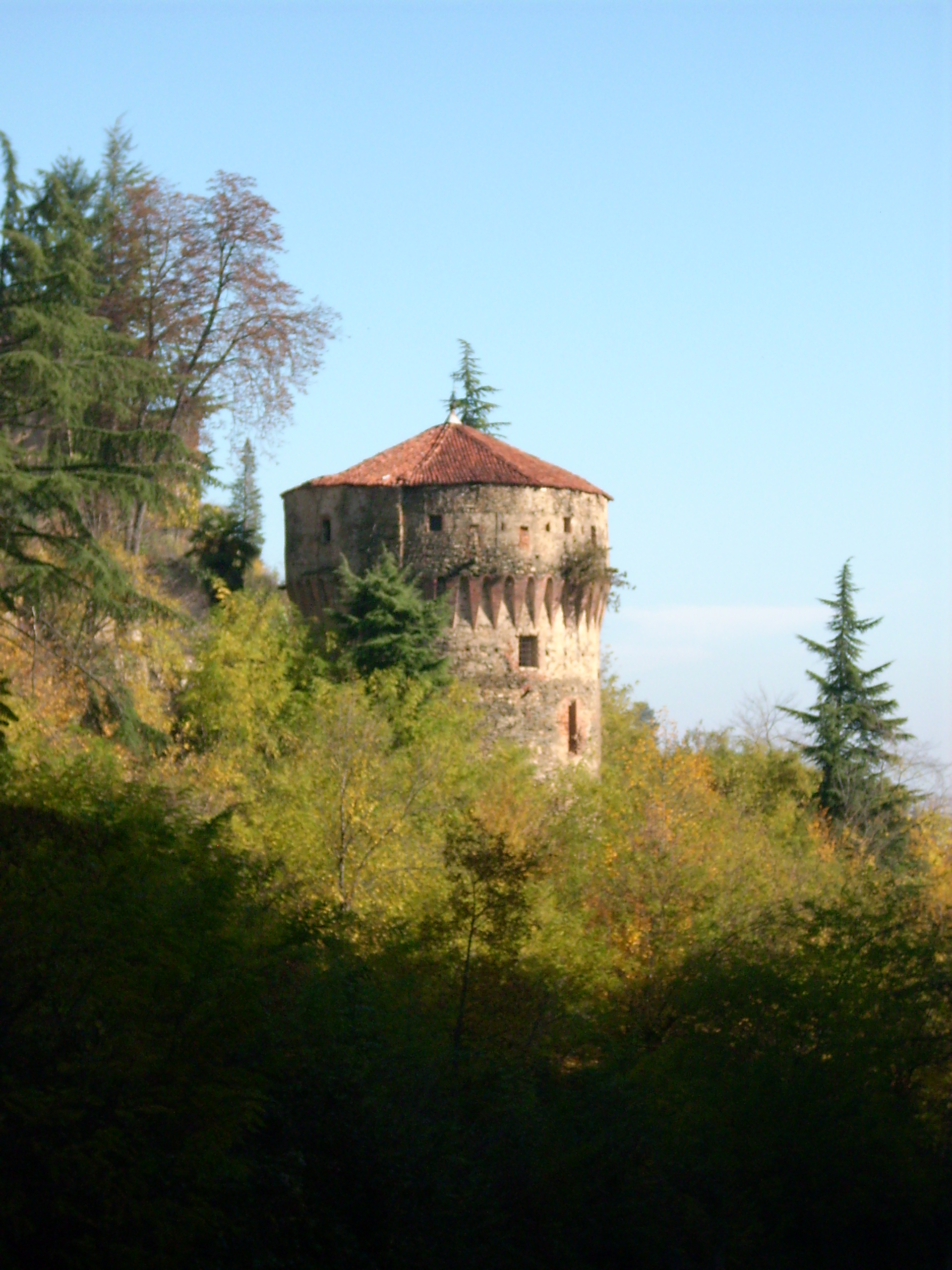
Castello di Verzuolo
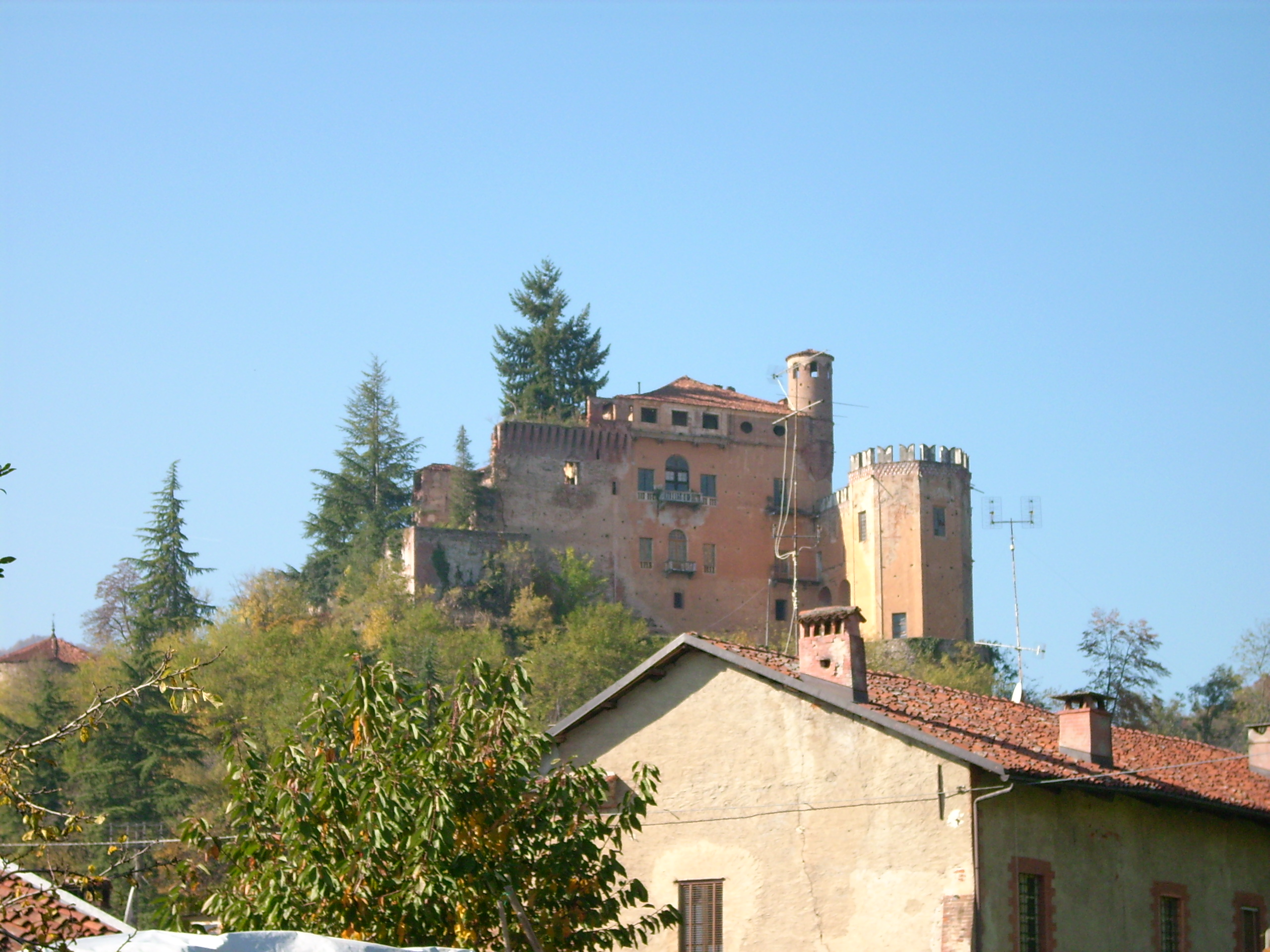
Castello di Verzuolo
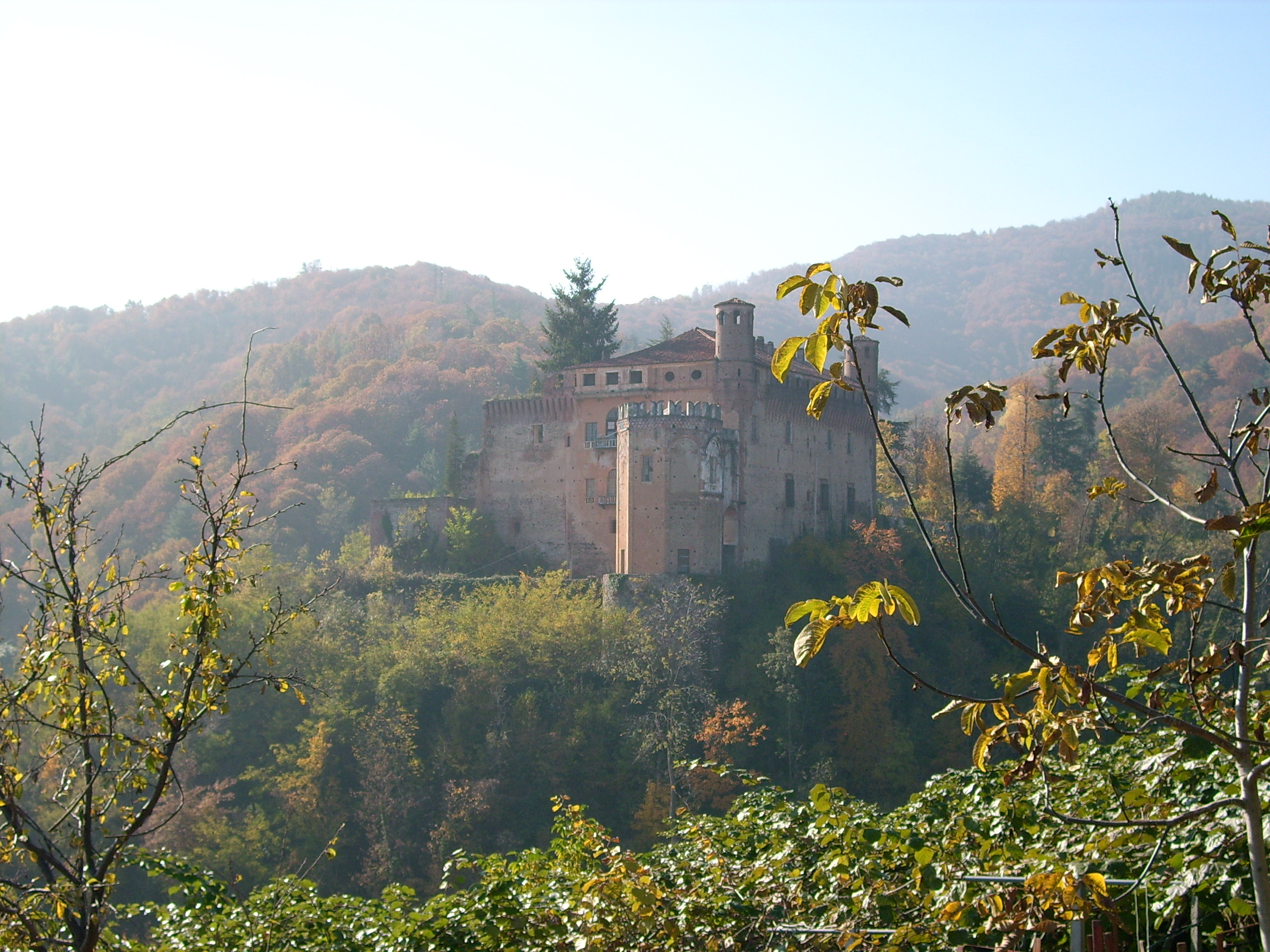
Castello di Verzuolo
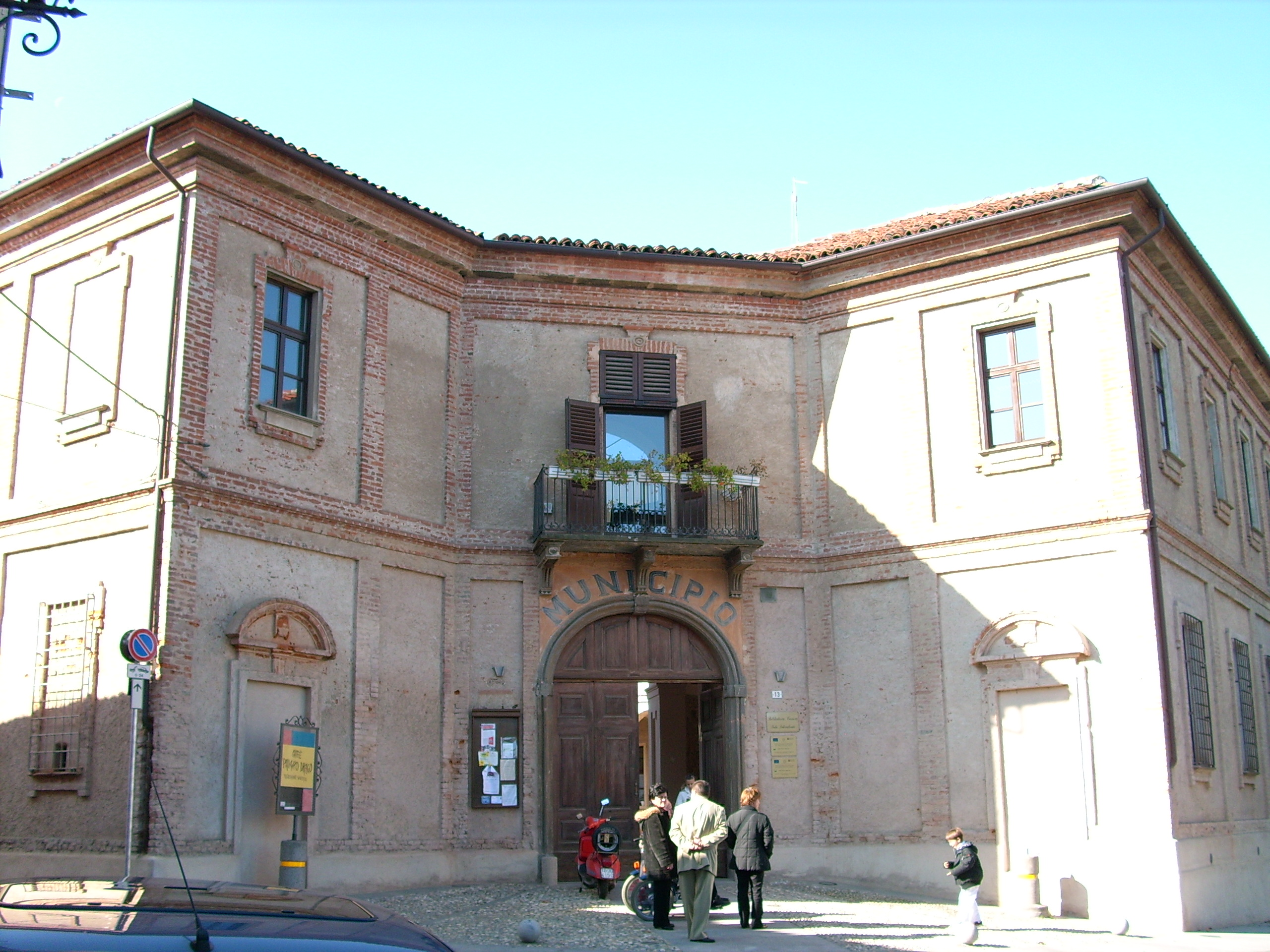
Palazzo Drago
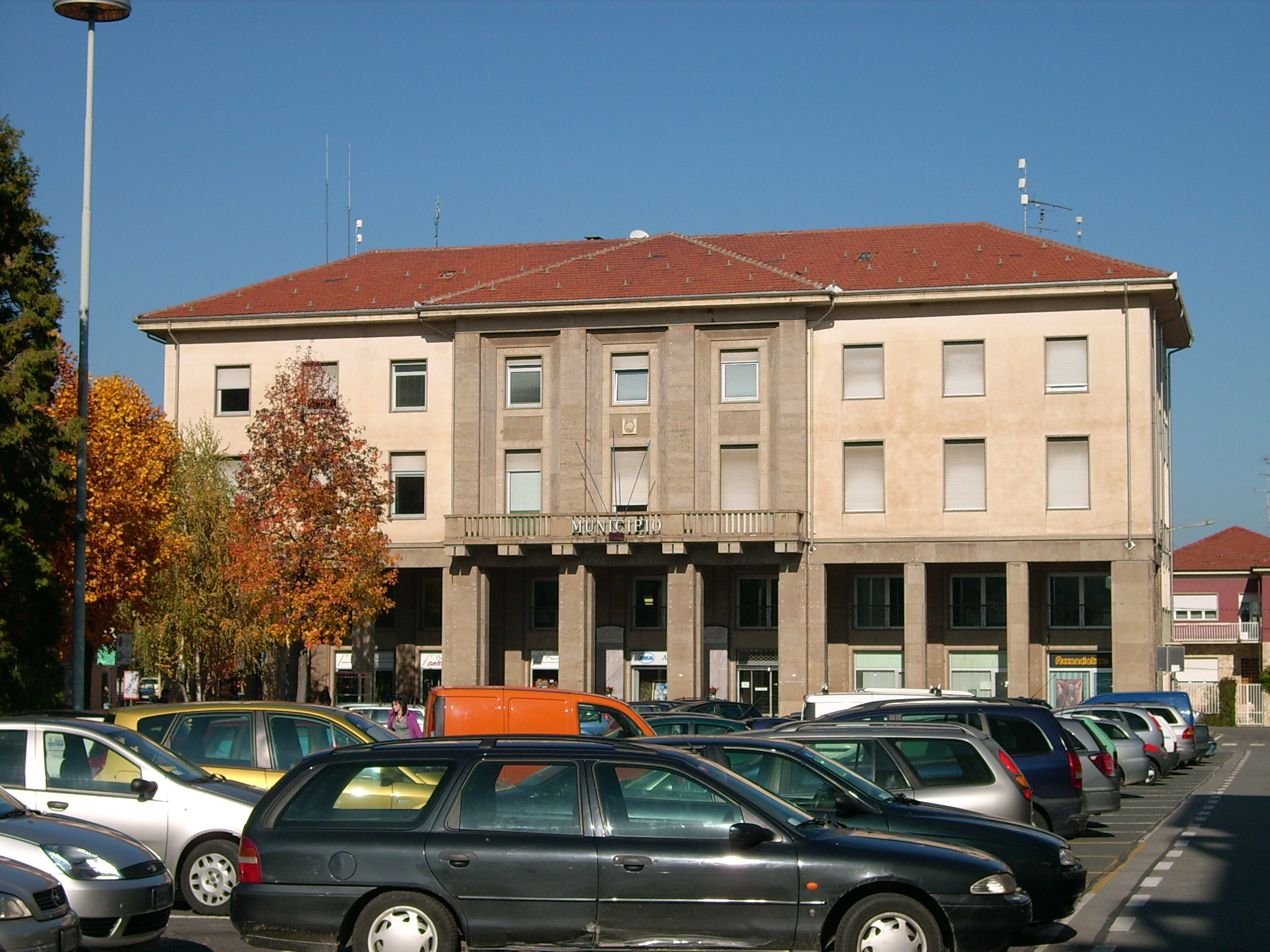
Palazzo Comunale
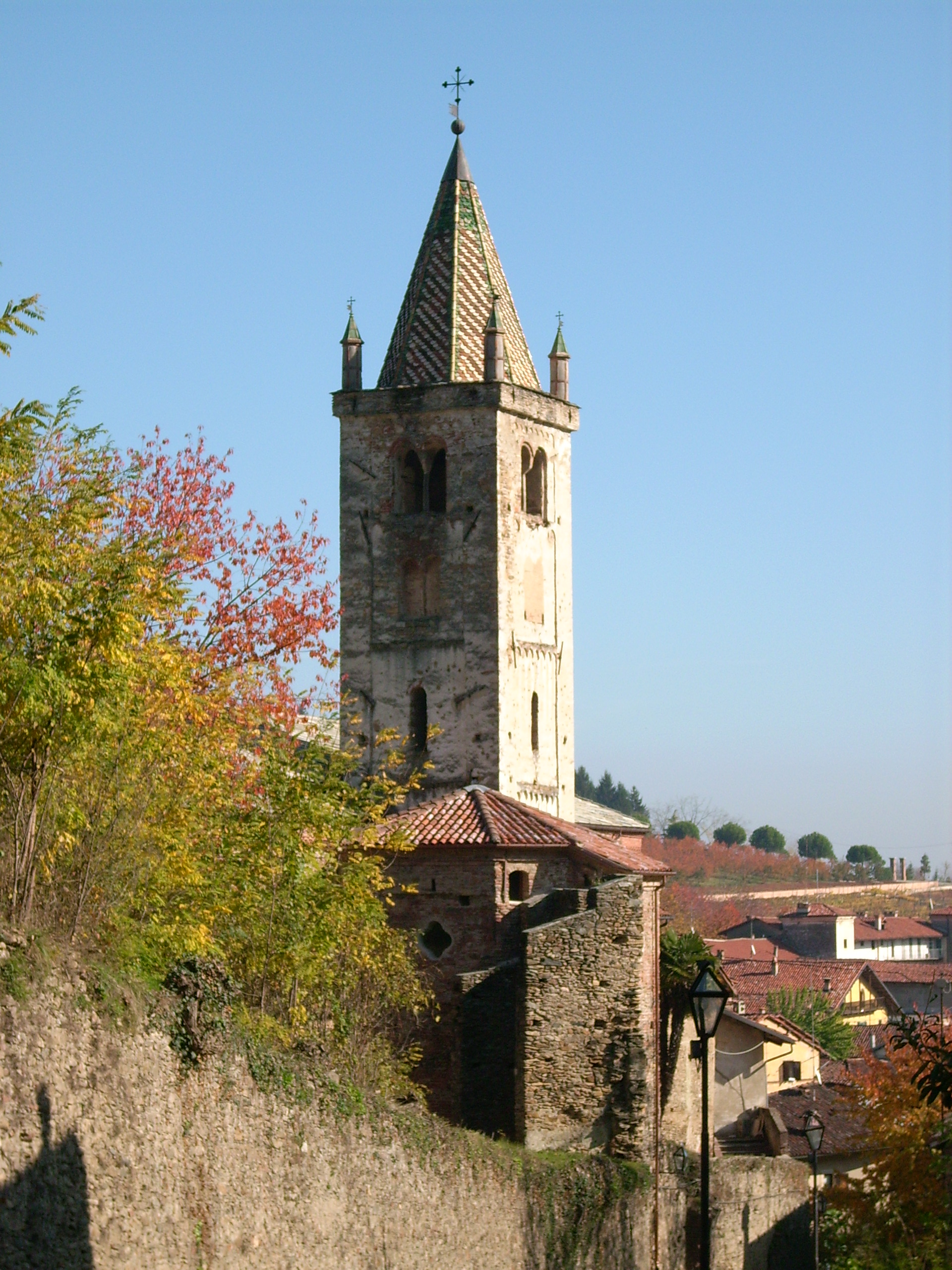
Antica chiesa parrocchiale dei Santi Filippo e Giacomo
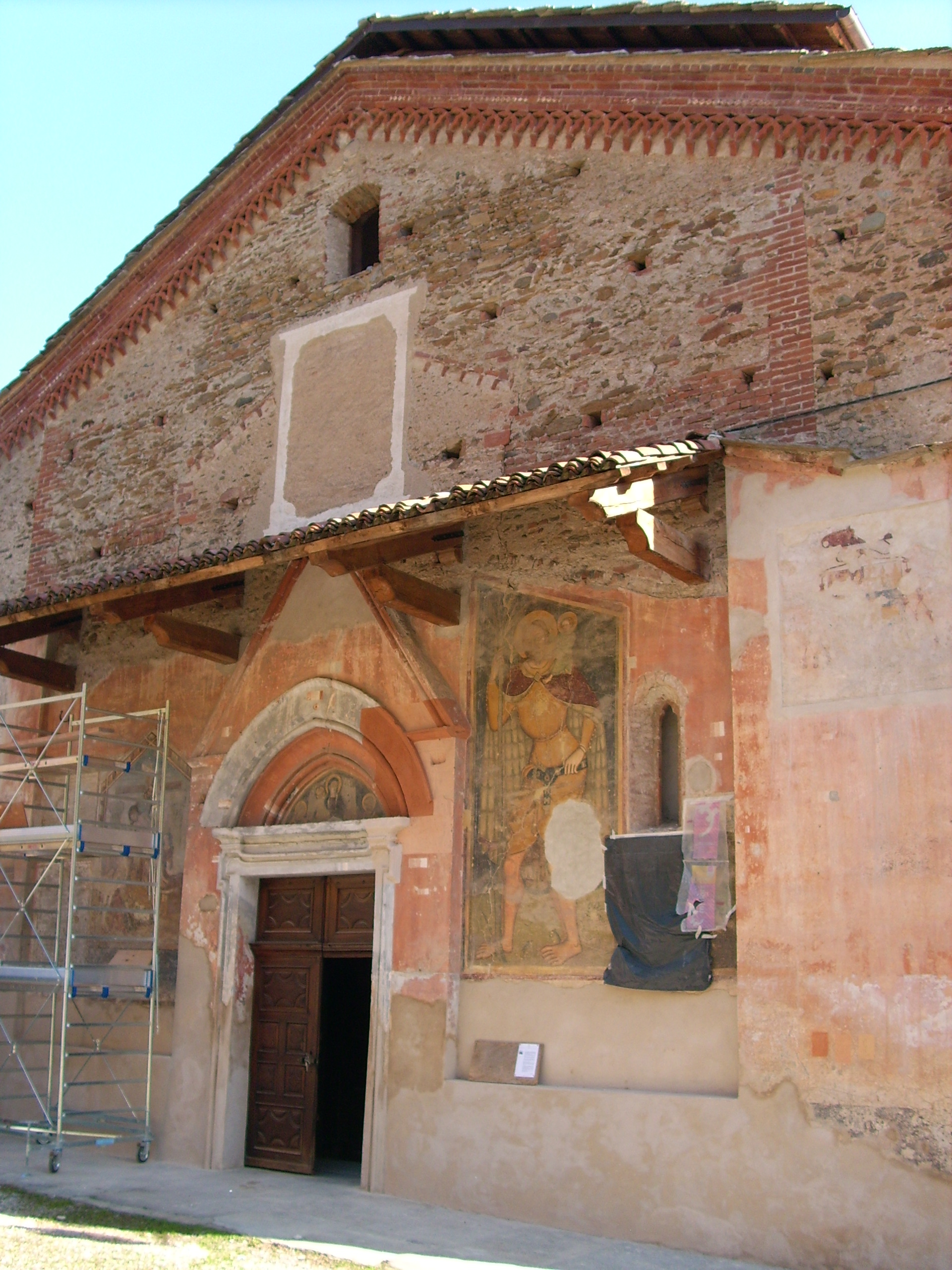
Antica chiesa parrocchiale dei Santi Filippo e Giacomo
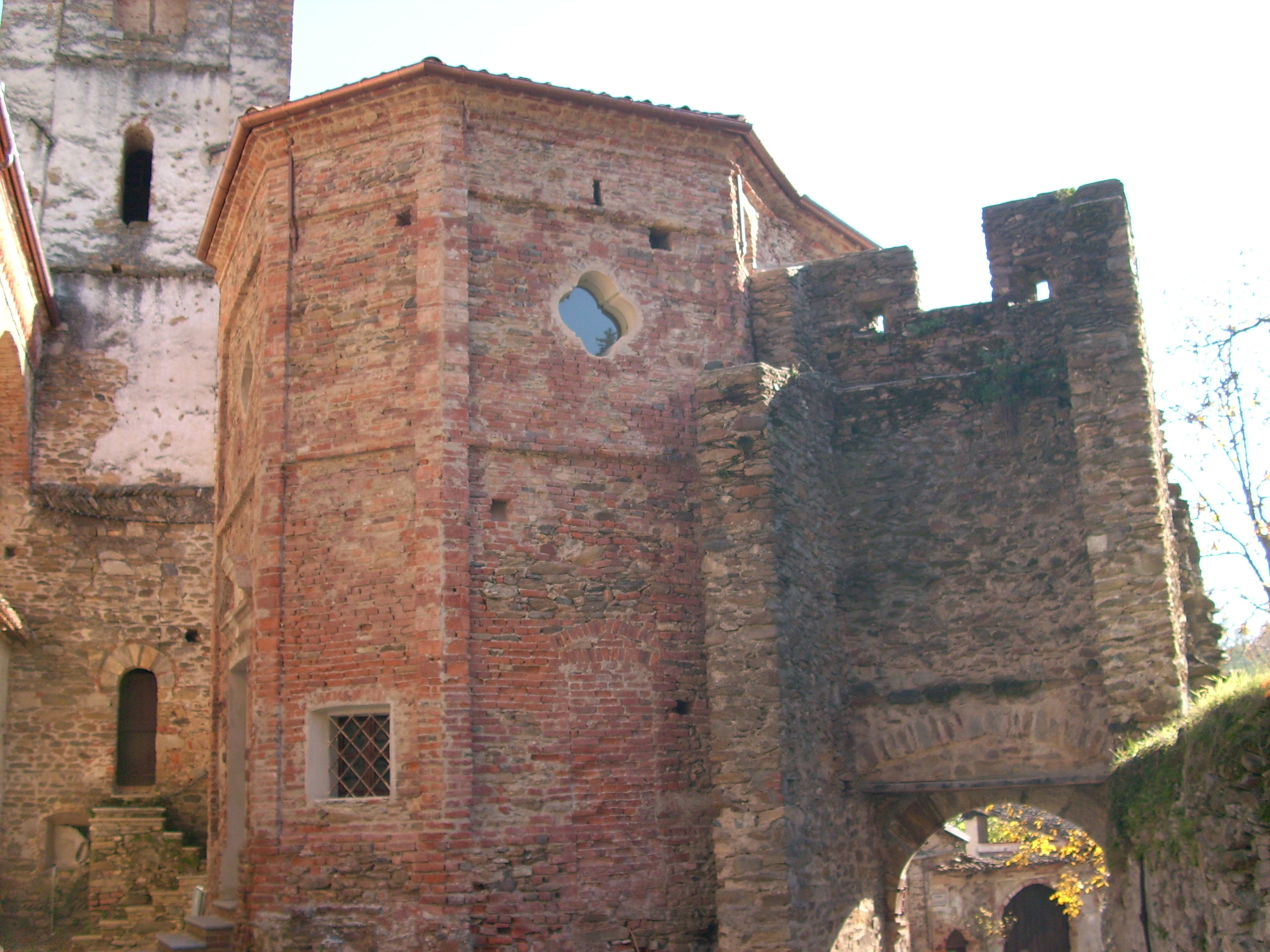
Antica chiesa parrocchiale dei Santi Filippo e Giacomo
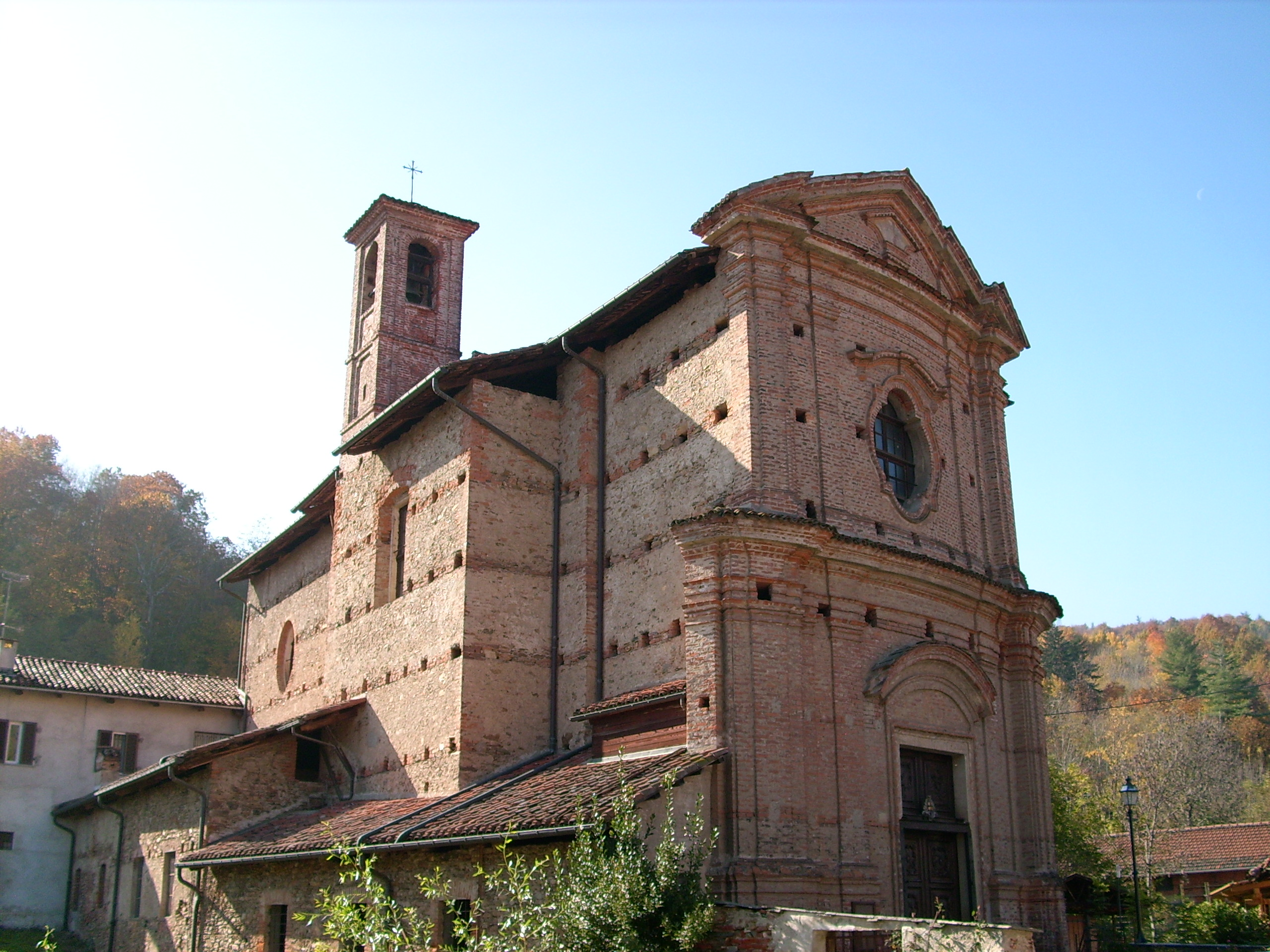
Chiesa della Confraternita dei Disciplinanti
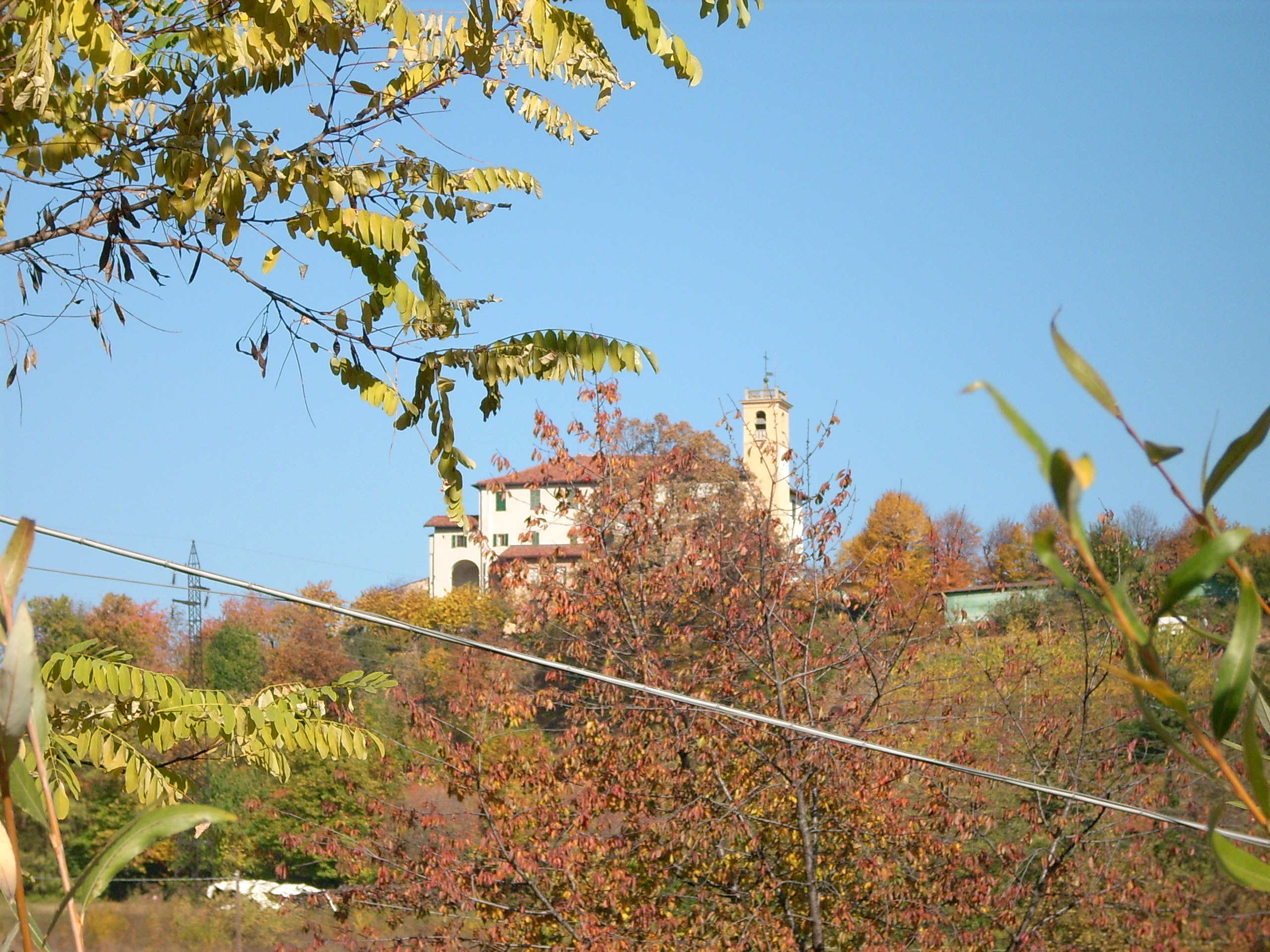
Convento presso Verzuolo